# Fată dormind
Fată dormind este o pictură în ulei pe pânză a pictorului neerlandez Johannes Vermeer, realizată în 1657, aflată în prezent la Metropolitan Museum of Art din New York, Statele Unite ale Americii.

## Teme, influențe și modificări compoziționale
Examinarea tehnică a tabloului a dezvăluit existența unui bărbat în a doua cameră și a unui câine care se uita la el. Potrivit lui Liedtke, prezența câinelui ar fi făcut aluzie la „tipul de relații improvizate pe care pretendenții canini le stabilesc pe stradă”. Bărbatul și câinele au fost înlocuiți cu o oglindă pe peretele îndepărtat, sugerând modul în care experiența simțurilor trece rapid, și un scaun lăsat în unghi cu o pernă pe el, semnificând posibil indolența, împreună cu o aluzie la o companie recentă. Ideea că a fost recent împreună cu cineva este întărită de ulciorul cu vin, de paharul de lângă acesta și de posibila prezență a unui cuțit și a unei furculițe pe masă. Bolul chinezesc cu fructe este un simbol al ispitei, iar pentru un contemporan al lui Vermeer, familiarizat cu simbolismul artei neerlandeze a vremii, cuțitul și ulciorul care stă fără dop sub un material din tifon ar fi amintit mai mult decât relațiile sociale dintre ei.
Tabloul a fost foarte probabil deținut de patronul lui Vermeer, Pieter van Ruijvan, care a deținut, de asemenea, Lăptăreasa, care are o tensiune similară între simbolismul relațiilor sexuale sau romantice cu cameristele și prezentarea lor într-un mod care a fost mai simpatic decât tradiția stabilită.

## Proveniență și expoziții
Tabloul a făcut parte din marea colecție de lucrări Vermeer vândută la 16 mai 1696, din averea lui Jacob Dissius (1653-1695). În general, se consideră că această colecție a fost inițial deținută de socrul lui Dissius, Pieter Claesz van Ruijven din Delft, principalul mecena al lui Vermeer, apoi a fost transmisă fiicei lui Ruijven (1655-1682), care i-ar fi lăsat-o lui Dissius. Istoria operei din acel moment este necunoscută până în momentul în care a fost deținută de John Waterloo Wilson la Paris, după 1873. A fost vândută la 14 martie 1881, la Paris, când Galeria Sedelmeyer din Paris a cumpărat-o și a vândut-o mai târziu în același an lui Rodolphe Kann, tot din Paris. Kann a deținut lucrarea până în 1907. În 1908, a fost vândută prin intermediul Fraților Duveen din Londra lui Benjamin Altman și a fost expusă la New York în 1909. Altman a deținut lucrarea până în 1913, când a trecut în mâinile Metropolitan Museum of Art ca moștenire.

## Legătură externă
- Pagina despre o Fată dormind la Metropolitan Museum of Art.